# Роганович, Милош
Милош Роганович (серб. Милош Рогановић / Miloš Roganović; род. 23 декабря 1991, Врбас, Воеводина) — сербский шахматист, гроссмейстер (2017).
Участник командного чемпионата Европы 2009 года и Шахматной олимпиады 2018 года. Серебряный призёр командного чемпионата Сербии 2014 года в составе клуба «Елица Пеп». Бронзовый призёр командного чемпионата Сербии 2015 года. Также выступает за клубные команды из Венгрии и Черногории в высших дивизионах этих стран.

## Спортивные результаты
| Год  | Город    | Турнир                                  | + | − | = | Результат | Место |
| ---- | -------- | --------------------------------------- | - | - | - | --------- | ----- |
| 2008 | Суботица | X Memorial "Mirko Srajber"              | 4 | 0 | 5 | 6½ из 9   | [ 5 ] |
| 2009 | Сомбор   | 2nd League Serbia Vojvodina 2009        | 7 | 0 | 3 | 8½ из 10  | [ 6 ] |
| 2017 | Белград  | International Chess Tournament PEP 2017 | 7 | 1 | 2 | 8 из 10   | [ 7 ] |
|      |          |                                         |   |   |   | из        |       |

## Изменения рейтинга
| Графики недоступны из-за технических проблем. См. информацию на Фабрикаторе и на mediawiki.org. |